# Митчелл, Р. Дж.
Р. Дж. Митчелл — ирландский астроном, работавший в 1850-х годах, ассистент Уильяма Парсонса, лорда Росса.

## Биография
О жизни Митчелла известно довольно мало, в частности, неизвестно даже его полное имя, а только инициалы. Информация о годах жизни также отсутствует.
Известно, что Митчелл учился в Королевском колледже в Голуэе, после чего, в декабре 1853 года (по другим данным, 1852), стал научным ассистентом Уильяма Парсонса, лорда Росса — на тот момент известного астронома и телескопостроителя. В этой должности предшественником Митчелла был Байндон Блад Стоуни, завершивший свою работу приблизительно за год до этого. Также Митчелл был учителем старшего сына своего руководителя — Лоуренса, а впоследствии и других его детей.
Митчелл работал у Парсонса в течение трёх лет — наибольший срок среди всех ассистентов последнего. После того, как Митчелл ушёл с этой должности, он стал заниматься контролем качества образования в ирландских школах.

## Научная деятельность
Митчелл был наблюдателем, работавшим на 72-дюймовом телескопе лорда Росса в Замке Бирр.
Парсонс описывал Митчелла как «чрезвычайно осторожного и усердного наблюдателя». Он обнаружил 95 объектов (из них 88 до Митчелла не наблюдал никто), которые впоследствии попали в Новый общий каталог, и 3 объекта, попавших в Индекс-каталог. Однако, эти открытия иногда приписываются Парсонсу.
Кроме того, Крабовидная туманность получила своё название благодаря Митчеллу: он сделал довольно точную зарисовку туманности, в которой изображение было похоже на клешню краба.